# Elzéar Emmanuel Arène Abeille de Perrin
Elzéar Emmanuel Arène Abeille de Perrin (Marseille, 3 januari 1843 - aldaar, 9 oktober 1910) was een Frans entomoloog.
Abeille de Perrin was advocaat in Marseille. Hij besteedde al zijn vrije tijd aan de entomologie en was twintig jaar lid van de Société entomologique de France. Hij was vooral geïnteresseerd in de grotbewonende soorten van de Pyreneeën. Zijn bekendste publicaties zijn Monographie des Malachiet (1869), Etudes sur les coléoptères cavernicoles, suivies de la description de 27 coléoptères nouveaux français (1872), Notes sur les leptodirites (1878) en Synopsis critique et synonymique des chrysides de France (1878).
Zijn collectie van palearctische coleoptera, hymenoptera, diptera en overigen zijn geconserveerd in het  Muséum national d'histoire naturelle in Parijs.
- Bibliothèque nationale de France: cb10613203q (data)
- Gemeinsame Normdatei: 140431349
- International Standard Name Identifier: 0000 0001 2280 0197
- Library of Congress Control Number: no2007102005
- Nederlandse Thesaurus van Auteursnamen: 159588499
- Istituto Centrale per il Catalogo Unico: CUBV000120
- Système universitaire de documentation: 081877064
- Virtual International Authority File: 54137970